# 近藤春菜
近藤春菜（日语：／ Kondō Haruna，1983年2月23日—）是日本女性搞笑藝人，為搞笑二人組針千本成員，在團中擔任吐槽角色。东京都狛江市出身，但於2023年12月31日離開吉本興業，現所屬經紀公司為GATE。

## 个人简历
近藤春菜出生于日本东京都的狛江市，先后就读于狛江市市立第一小学、狛江市市立第一初级中学、国本女子高级中学、桐朋学园大学短期大学部（现桐朋学园艺术短期大学）日本文化专科。
近藤春菜的同辈及前辈都通称她为“春菜”。她大约身高155厘米，体重83公斤；血型A型；星座为双鱼座。近藤春菜的父亲曾是警视厅的警官，隶属于警视厅刑事部搜查二课；他在2012年时已经为警部职衔。

## 演出作品

### 电影
- 《日常～恋之声～（日语：日常〜恋の声〜）》（2007年公映）

- 《欢迎来到隔离病房（日语：クワイエットルームにようこそ）》（2007年公映）——饰：佐仓明日香的朋友

- 《咖啡馆的故事（日语：純喫茶磯辺）》（2008年公映）——饰：江头麻美

- 《烟爱物语（タバコイ〜タバコで始まる恋物語〜）》（2012年公映）

- 《律政英雄》（2015年公映）——饰：田村美由纪牛丸丰的女儿

### 旁白
- 《MJ出品 恰萌奇德岛粉末音乐节～10周年快乐》（2016年3月28日NHK播出）

- 《我们是电音香水－第三次世界巡回演唱会纪录片（日语：WE ARE Perfume -WORLD TOUR 3rd DOCUMENT）》（2015年10月31日公映）[6]

### 配音
- 《蜡笔小新：我的超时空新娘》（2010年公映）——饰：待嫁（希望）新娘军团C春菜

- 《飞机总动员：火线救援》（2014年公映）——饰：

- 《西游·降魔篇》（2014年公映）——饰：猪刚鬣[7]

### 广告
- 日清食品“日清 面职人”（2010年迄今）

- NTT DOCOMO“家人共享折扣”（2015年）——与角野卓造（日语：角野卓造）共演[8]

- 久光制药“撒隆巴斯”（2016年）[9]

- 札幌啤酒“札幌 小麦与啤酒花 Platinum Clear”（2016年）[10]

### 电视剧
- 《狮子丸G》（2006年；东京电视台）——饰：春菜

- 《樱桃小丸子～20年后的同学会》（2007年7月12日；富士电视台）——饰：小渚花子

- 《四大血型女结婚秘诀（日语：血液型別 オンナが結婚する方法♪）》（2009年2月23日－26日；富士电视台）——饰：水泽丽华

- 《海螺小姐》（2011年1月2日；富士电视台）——饰：花泽花子（日语：サザエさんの登場人物）（成年）

- 《NHK晨间剧 花子与安妮》（2014年；NHK综合频道）——饰：白鸟薰子[11]

- 《Dr.伦太郎》第1集（2015年4月15日；日本电视台）——饰：阿川茧子

- 《正义之凛（日语：正義のセ）》第8集（2018年5月30日；日本电视台）——饰：伊泽里穗[12]

- 《NHK大河剧 西乡殿》（2018年；NHK综合频道）——饰：虎[13]

- 《惡女～誰說工作不帥氣？》第1集・第4集・第6集・第9集・最終集（2022年4月13日・5月4日・5月18日・6月8日・6月15日；日本電視台）——飾：川端光

- 《前男友的遺書》第5集（2022年5月9日；富士電視台）——飾：秘書

- 《星降的夜晚》第1集（2023年1月17日；朝日電視台）——飾：芝里子

- 《Last Man-全盲搜查官-》第5集（2023年5月21日；TBS）——飾：小久保桃子

- 《暗黑郵差》（2023年8月18日－9月29日；東京電視台）——飾：原田遙香

### 广播剧
- 《露点犬丸（日语：いぬまるだしっ）》（2011年播出）——饰：山田玉子[14]

### 综艺节目
- 《Ariken（日语：アリケン）》（2009年7月25日－8月1日；东京电视台）

- 《人志松本之圆圆的故事（日语：人志松本の○○な話）》（2009年10月20日－27日；富士电视台）

- 《十只小猪酱～假装忍耐没有TV～（日语：10匹のコブタちゃん 〜ヤセガマンしないTV〜）》（2013年1月21日－9月16日；富士电视台）

- 《今日开张！（日语：本日、開店します!）》（2013年4月17日－9月18日；TBS电视台）

- 《GirlsParty（日语：GirlsParty）》（2013年4月8日迄今；静冈电视台）

- 《Monkumon（日语：もんくもん）》（读卖电视台）——在鸣美（日语：なるみ）产假中作为嘉宾主持

- 《中居之窗》（日本电视台）——与阵内智则、山里亮太等人轮换成为本节目嘉宾主持

### 资讯节目
- 《我家好宅大公开（日语：スッキリ (テレビ番組)）》（2016年3月28日迄今；日本电视网）——副主持人